# Pireella crosbyi
Pireella crosbyi là một loài rêu trong họ Pterobryaceae. Loài này được B. H. Allen mô tả khoa học đầu tiên năm 2010.